# Brigitte Horn-Helf
Brigitte Horn-Helf (* 1948 in Essen) ist eine deutsche Übersetzungswissenschaftlerin und technische Übersetzerin für Russisch und Englisch.

## Leben und Wirken
Brigitte Horn-Helf studierte am damaligen Auslands- und Dolmetscherinstitut (ADI) der Johannes Gutenberg-Universität Mainz in Germersheim und schloss ihr Studium 1971 als Diplom-Übersetzerin ab. Anschließend arbeitete sie als technische Übersetzerin in der Industrie und war Geschäftsführerin eines Übersetzungsbüros. 1996 promovierte sie über „Die Kompression in der gemein- und fachsprachlichen Wortbildung der russischen Gegenwartssprache“. Auf der Grundlage ihrer Habilitationsschrift über „Konventionen technischer Kommunikation: Makro- und mikrokulturelle Kontraste in Anleitungen“, die 2006 an der Universität Leipzig angenommen wurde, erhielt sie die Lehrberechtigung für Interkulturelle Kommunikation und Translatologie. Mit Seminaren  zum Thema „Kulturdifferenz in Fachtextsortenkonventionen“ begann sie im Wintersemester desselben Jahres die Lehre am Fachbereich Angewandte Sprach- und Kulturwissenschaft (FASK), seit 2009 Fachbereich Translations-, Sprach- und Kulturwissenschaft (FTSK), der Johannes Gutenberg-Universität in Germersheim.

## Forschungsschwerpunkte
- Slavistik
- Anglistik
- Angewandte Sprachwissenschaft
- Translatologie
- Interkulturelle Kommunikation
- Fachkommunikation

## Publikationen
- Kondensation als terminologisches Prinzip im Russischen. (= Forum für Fachsprachen-Forschung. Band 42). Narr, Tübingen 1997, ISBN 3-8233-5348-9 (Diss.)
- Technisches Übersetzen in Theorie und Praxis. Francke, Tübingen/Basel 1999, ISBN 3-7720-2264-2
- Kulturdifferenz in Fachtextsortenkonventionen: Analyse und Translation. Ein Lehr- und Arbeitsbuch. (= Leipziger Studien zur angewandten Linguistik und Translatologie. Band 4). Lang, Frankfurt am Main/Berlin/Brüssel/New York/Oxford/Wien 2007, ISBN 978-3-631-57411-9
- Konventionen technischer Kommunikation: Makro- und mikrokulturelle Kontraste in Anleitungen. (= Forum für Fachsprachen-Forschung. Band 91). Frank & Timme, Berlin 2010, ISBN 978-3-86596-233-1 (Habil.)